# Trypogeus aureopubens
Trypogeus aureopubens là một loài bọ cánh cứng trong họ Cerambycidae.